# Correggia

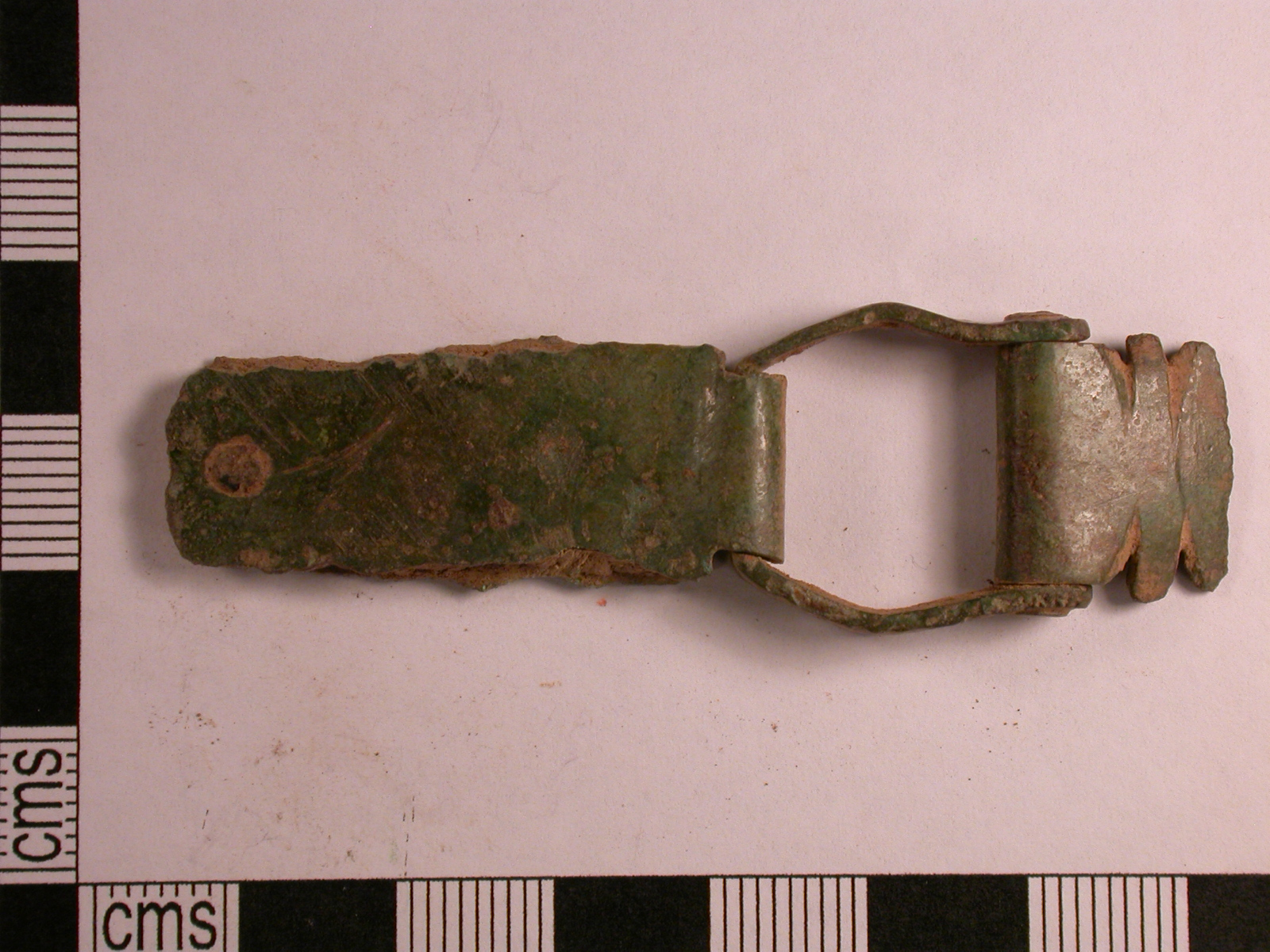
Estremità di correggia medioevale rinvenuta in Cornovaglia con la relativa fibbia.

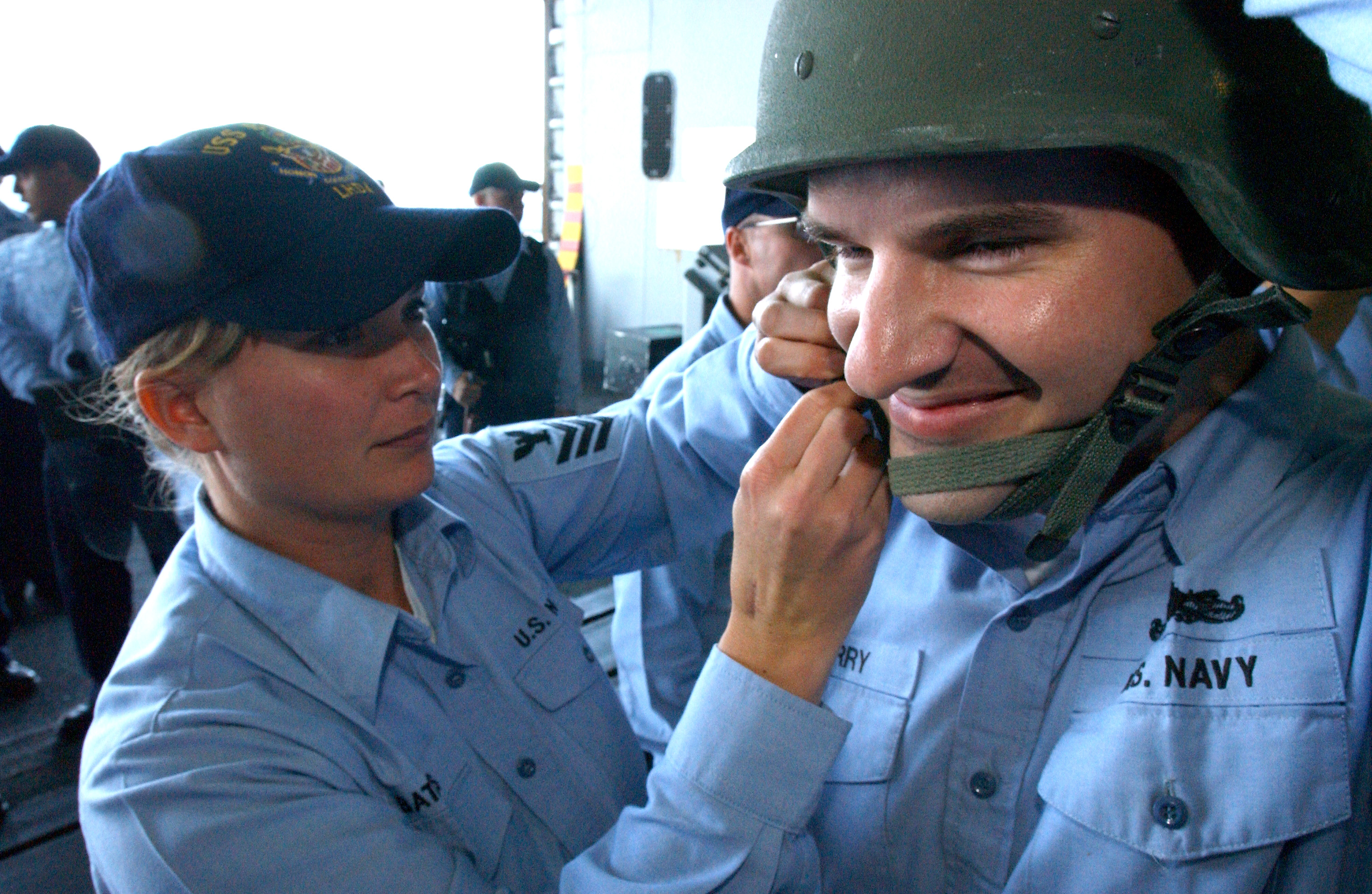
Correggia in materiale plastico per il fissaggio di un elmetto

Una correggia è una striscia, tradizionalmente di cuoio, utilizzata per legare o mantenere accostati due pezzi di uno stesso oggetto. 

## Etimologia
Il termine deriva dalla voce latina di origine celtica cor(r)ĭgia). Anticamente veniva anche detta "scorreggia". Il fabbricante di corregge veniva detto "correggiajo".
Le corregge utilizzate in alcuni particolari contesti hanno assunto nomi specifici, come ad esempio:
- cintura: correggia dotata di fibbia che viene utilizzata attorno ai fianchi del corpo umano
- sottopancia
- staffile: finimenti per cavalli[4]

Un derivato era "correggere" o "correggiere", letteralmente "cinto da una correggia", per indicare per antonomasia i domenicani 
(Dante Paradiso - Canto undicesimo)

## Utilizzi
Tra i molti usi delle corregge c'è quello nell'ambito dei finimenti per i cavalli, un tempo rilevante anche in campo militare. Sempre in campo militare le corregge servono per sospendere alla cintura del combattente fondine (nel caso di armi da fuoco) o foderi nel caso di quelle da taglio.
Nell'industria calzaturiera vengono usate come legacci o cinturini delle scarpe.
Spesso le due estremità di una correggia vengono collegate tra loro da una fibbia.